# Jorge Costa
Jorge Paulo Costa Almeida (n. 14 octombrie 1971, Porto, Districtul Porto, Portugalia – d. 5 august 2025) a fost un fotbalist portughez, care a jucat pe post de fundaș central la echipe ca Porto, Charlton și Marítimo. Pe plan internațional, a avut prezențe la națională pentru Portugalia U20⁠(d), Portugalia U21⁠(d) și Portugalia. După încheierea carierei, a devenit antrenor. A fost poreclit Animalul sau Tancul datorită staturii fizice și a jocului său.